# ティティパン・プアンチャン
ティティパン・プアンチャン（英: Thitiphan Puangchan, Thitipan Puangchan、タイ語: ฐิติพันธ์ พ่วงจันทร์、1993年9月1日 - ）は、タイ王国・スパンブリー県出身のプロサッカー選手。タイ・リーグ1・バンコク・ユナイテッドFC所属。タイ代表。ポジションはミッドフィールダー（ボランチ）。
日本ではティッチパン・プアンジャンというカナ表記も使用される事がある。

## 経歴

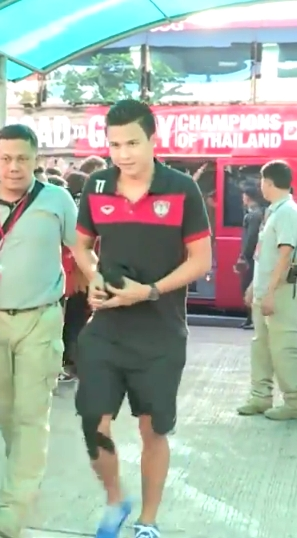
ムアントン・ユナイテッド時代

### クラブ
ムアントン・ユナイテッドFCトップチームへの昇格後、1年目からタイ2部に所属していたスパンブリーFCに期限付き移籍し試合経験を積んだ。ムアントンに復帰した2012年にはタイ・プレミアリーグ優勝を経験。
その後は順調に年代別代表に選出されるなど活躍を続けていたが、2016年にチャナティップ・ソングラシンら3選手が加入すると出場機会が減り、同年5月にチェンライ・ユナイテッドFCに移籍した。2018年に移籍金3000万バーツ（約1億4000万円）でバンコク・グラスFC（現：BGパトゥム・ユナイテッドFC）に移籍。同年5月に加入したタナブーン・ケサラットと中盤を構成するも、チームの調子は上がらず最終節でタイ・リーグ2降格の憂き目に遭った。
2018シーズン終了後にバンコク・グラス公式サイト内のライブ番組にて、同クラブ会長のパウィン・ピロムパクディが提携先であるJリーグ・セレッソ大阪に期限付き移籍する見込みであると語ったが、後に交渉は立ち消えになったとタイ国内で報道された。その後、新たな移籍先として大分トリニータが浮上し、2019年1月18日に大分への期限付き移籍での加入内定が発表された。AFCアジアカップ参加により、チームへの合流はリーグ開幕の約3週間前であったが、本人も予想外であったという2月23日の開幕節・鹿島アントラーズ戦のスターティングメンバーに選出されると、カウンターの起点も担うなどチームの勝利に貢献。試合後同僚の松本怜は「大分の細かい戦術を理解するのは難しいし、ましてや外国人。あそこまで理解してスムーズにプレーできるのはかなりすごい」と称賛し、ボランチコンビを組んだ前田凌佑は「ニューは攻撃も守備も両方できるので、ちょっとフォローするだけで良い」とコメントした。5月8日、YBCルヴァンカップグループステージ第5節・ヴィッセル神戸戦にて、同試合の決勝点となる来日初得点を記録した。ただ、第7節で島川俊郎にポジションを奪われるとその後は先発機会が減少、通算でリーグ戦20試合の出場であった。
2020年、BGパトゥム・ユナイテッドに復帰。復帰後はチームの主力として２０20-21シーズンのタイ・リーグ1優勝に貢献した。
2021年8月、同年末で満了するBGパトゥム・ユナイテッドとの契約を延長せずにJリーグ復帰を希望しているとサイアムスポーツによって報じられたが、8月16日に1シーズンローンでバンコク・ユナイテッドFCに加入することが発表された。

### タイ代表
2011年にU-19タイ代表に選出されて以降、U-23代表、A代表と各世代で名を連ねている。2019年、AFCアジアカップ2019のメンバーに選出されると、予選リーグ・決勝トーナメントと計4試合にフル出場し、グループA最終節・開催国のUAE戦では0-1の状況から同点となるゴールを決め、チームを決勝トーナメント進出に導いた。

## 人物・エピソード
- 元タイ代表選手のパイロテ・プアンチャン（英語版）を父親に持つ[3]。父親の活躍がニュースになったことから、ニュースという語句を短くした「ニュー」という愛称で周りから呼ばれるようになった[13][14]。
- 同級生で2017年から北海道コンサドーレ札幌でプレーしているチャナティップとは幼少期からの仲で、「彼の活躍がタイで大きく報道され、Jリーグの人気も出て試合が放送されていることも大きい」と、自身の後のJ入りの決断に影響を与えた事を明かしている[14]。

## 所属クラブ
- 2005年 - 2010年 サトリウィタヤ・2スクール（英語版）
- 2010年 - 2011年 ムアントン・ユナイテッドFCアカデミー
- 2011年 - 2016年6月 ムアントン・ユナイテッドFC
  - 2011年 スパンブリーFC (期限付き移籍)
- 2016年7月 - 2017年 チェンライ・ユナイテッドFC
- 2018年 - バンコク・グラスFC / BGパトゥム・ユナイテッドFC
  - 2019年 大分トリニータ (期限付き移籍)
  - 2021年 - バンコク・ユナイテッドFC (期限付き移籍)
- 2022年 - バンコク・ユナイテッドFC

## 個人成績
| 国内大会個人成績 | 国内大会個人成績 | 国内大会個人成績 | 国内大会個人成績 | 国内大会個人成績 | 国内大会個人成績             | 国内大会個人成績 | 国内大会個人成績 | 国内大会個人成績 | 国内大会個人成績 | 国内大会個人成績 | 国内大会個人成績 |
| 年度             | クラブ           | 背番号           | リーグ           | リーグ戦         | リーグ戦                     | リーグ杯         | リーグ杯         | オープン杯       | オープン杯       | 期間通算         | 期間通算         |
| 年度             | クラブ           | 背番号           | リーグ           | 出場             | 得点                         | 出場             | 得点             | 出場             | 得点             | 出場             | 得点             |
| タイ             | タイ             | タイ             | タイ             | リーグ戦         | リーグ戦                     | リーグ杯         | リーグ杯         | FA杯             | FA杯             | 期間通算         | 期間通算         |
| ---------------- | ---------------- | ---------------- | ---------------- | ---------------- | ---------------------------- | ---------------- | ---------------- | ---------------- | ---------------- | ---------------- | ---------------- |
| 2011             | スパンブリー     | 25               | ディビジョン1    | 15               | 3                            |                  |                  |                  |                  | 15               | 3                |
| 2012             | ムアントン・U    | 25               | TPL/ T1          | 10               | 3                            |                  |                  |                  |                  | 10               | 3                |
| 2013             | ムアントン・U    | 25               | TPL/ T1          | 25               | 0                            |                  |                  |                  |                  | 25               | 0                |
| 2014             | ムアントン・U    | 25               | TPL/ T1          | 14               | 0                            |                  |                  |                  |                  | 14               | 0                |
| 2015             | ムアントン・U    | 25               | TPL/ T1          | 30               | 5                            |                  |                  |                  |                  | 30               | 5                |
| 2016             | ムアントン・U    | 25               | TPL/ T1          | 8                | 0                            |                  |                  |                  |                  | 8                | 0                |
| 2016             | チェンライ・U    | 28               | TPL/ T1          | 12               | 1                            |                  |                  |                  |                  | 12               | 1                |
| 2017             | チェンライ・U    | 8                | TPL/ T1          | 30               | 5                            |                  |                  |                  |                  | 30               | 5                |
| 2018             | バンコク・G      | 8                | TPL/ T1          | 32               | 5                            |                  |                  |                  |                  | 32               | 5                |
| 日本             | 日本             | 日本             | 日本             | リーグ戦         | リーグ戦                     | リーグ杯         | リーグ杯         | 天皇杯           | 天皇杯           | 期間通算         | 期間通算         |
| 2019             | 大分             | 44               | J1               | 20               | 0                            | 3                | 1                | 2                | 0                | 25               | 1                |
| 日本             | 日本             | 日本             | 日本             | リーグ戦         | リーグ戦                     | リーグ杯         | リーグ杯         | 天皇杯           | 天皇杯           | 期間通算         | 期間通算         |
| 2020             | BGパトゥム・U    | 8                | T1               |                  |                              |                  |                  |                  |                  |                  |                  |
| 通算             | タイ             | タイ             | T1               | 161              | 19                           |                  |                  |                  |                  | 161              | 19               |
| 通算             | タイ             | タイ             | ディビジョン1    | 15               | 3\|\|\|\|\|\|\|\|\|\|15\|\|3 |                  |                  |                  |                  |                  |                  |
| 通算             | 日本             | 日本             | J1               | 20               | 0                            | 3                | 1                | 2                | 0                | 25               | 1                |
| 総通算           | 総通算           | 総通算           | 総通算           | 196              | 22                           | 3                | 1                | 2                | 0                | 201              | 23               |

| 国際大会個人成績 | 国際大会個人成績 | 国際大会個人成績 | 国際大会個人成績 | 国際大会個人成績 |
| 年度             | クラブ           | 背番号           | 出場             | 得点             |
| AFC              | AFC              | AFC              | ACL              | ACL              |
| ---------------- | ---------------- | ---------------- | ---------------- | ---------------- |
| 2013             | ムアントン・U    | 25               | 2                | 0                |
| 2014             | ムアントン・U    | 25               | 2                | 0                |
| 2016             | ムアントン・U    | 25               | 2                | 0                |
| 通算             | AFC              | AFC              | 6                | 0                |

- Jリーグ初出場 - 2019年2月23日 J1第1節 鹿島アントラーズ戦（カシマ）

## 代表歴
- U-19タイ代表
  - AFF U-19ユース選手権（2011）
  - AFC U-19選手権（2012）
- U-23タイ代表
  - AFC U-22選手権予選（2013）
  - 東南アジア競技大会（2013、2015）
  - AFC U-23選手権（2016）
- タイ代表
  - AFCアジアカップ予選（2013、2015）
  - キングスカップ（2017、2019）
  - AFCアジアカップ（2019）
  - チャイナカップ（2019）
  - 2022 FIFAワールドカップ・アジア2次予選（2019）

### 試合数
- 国際Aマッチ 56試合 7得点（2013年-）[15]

| タイ代表 | 国際Aマッチ | 国際Aマッチ |
| 年       | 出場        | 得点        |
| -------- | ----------- | ----------- |
| 2013     | 4           | 2           |
| 2014     | 2           | 0           |
| 2015     | 1           | 0           |
| 2016     | 0           | 0           |
| 2017     | 6           | 2           |
| 2018     | 11          | 1           |
| 2019     | 9           | 1           |
| 2020     | 0           | 0           |
| 2021     | 10          | 0           |
| 2022     | 8           | 1           |
| 2023     | 5           | 0           |
| 通算     | 56          | 7           |

### ゴール
| #  | 開催年月日     | 開催地                         | 対戦国                 | 勝敗 | 試合概要                   |
| -- | -------------- | ------------------------------ | ---------------------- | ---- | -------------------------- |
| 1. | 2013年3月22日  | レバノン、ベイルート           | レバノン               | ●2-5 | AFCアジアカップ2015 (予選) |
| 2. | 2013年3月22日  | レバノン、ベイルート           | レバノン               | ●2-5 | AFCアジアカップ2015 (予選) |
| 3. | 2017年7月14日  | タイ、バンコク                 | 朝鮮民主主義人民共和国 | ○3-0 | 2017キングスカップ         |
| 4. | 2017年10月5日  | ミャンマー、マンダレー         | ミャンマー             | ○3-1 | 親善試合                   |
| 5. | 2018年10月14日 | タイ、スパンブリー             | トリニダード・トバゴ   | ○1-0 | 親善試合                   |
| 6. | 2019年1月14日  | アラブ首長国連邦、アル・アイン | アラブ首長国連邦       | △1-1 | AFCアジアカップ2019        |

## タイトル

### クラブ
ムアントン・ユナイテッドFC
- タイ・プレミアリーグ：1回 (2012)

チェンライ・ユナイテッドFC
- タイFAカップ：1回（2017）

BGパトゥム・ユナイテッドFC
- タイ・リーグ1：1回 (2020-21)

### 代表
U-19タイ代表
- AFF U-19ユース選手権（英語版）：1回 (2011)

U-23タイ代表
- 東南アジア競技大会：2回 (2013, 2015)

タイ代表
- キングスカップ：1回（2017）